# UFC on ESPN: Smith vs. Clark
UFC on ESPN: Smith vs. Clark (también conocido como UFC on ESPN 18 y UFC Vegas 15) fue un evento de artes marciales mixtas producido por Ultimate Fighting Championship que tuvo lugar el 28 de noviembre de 2020 en las instalaciones del UFC Apex en Enterprise, Nevada, parte del área metropolitana de Las Vegas, Estados Unidos.

## Antecedentes
Se esperaba que el combate de peso pesado entre Curtis Blaydes y Derrick Lewis, antiguo aspirante al Campeonato de Peso Pesado de la UFC, fuera el plato fuerte del evento. Sin embargo, Blaydes dio positivo por COVID-19 un día antes del evento y el combate se canceló.
Shamil Gamzatov estuvo brevemente vinculado a una pelea con Devin Clark en el evento. Sin embargo, Gamzatov fue retirado del combate a mediados de octubre debido a supuestos problemas de visa y fue sustituido por el ex aspirante al Campeonato de Peso Semipesado de la UFC Anthony Smith. Originalmente programado para ser un evento coprincipal de tres asaltos, este combate fue promovido para servir como el nuevo titular de cinco asaltos después de la cancelación del evento principal original.
Estaba previsto un combate de peso pluma entre Sean Woodson y Jonathan Pearce. Sin embargo, Woodson se retiró una semana antes del evento por razones desconocidas y fue sustituido por Kai Kamaka III.
Se esperaba que Renato Moicano y Rafael Fiziev se enfrentaran en un combate de peso ligero en este evento. Sin embargo, Moicano se retiró el 21 de noviembre tras dar positivo por COVID-19 y el combate se reprogramó para UFC 256.
Se esperaba un combate de peso mosca entre Amir Albazi y Zhalgas Zhumagulov en este evento. Sin embargo, el 24 de noviembre se anunció que Zhumagulov se retiró por problemas de visa y el combate se reprogramó para UFC 257.
En el pesaje, Norma Dumont Viana pesó 139.5 libras, tres libras y media por encima del límite de la pelea femenina de peso gallo sin título. Su combate se desarrolló en el peso acordado y se le impuso una multa del 30% de su bolsa individual, que fue a parar a su oponente Ashlee Evans-Smith.

## Premios de bonificación
Los siguientes luchadores recibieron bonificaciones de $50000 dólares.
- Pelea de la Noche: No se concedió ninguna bonificación.
- Actuación de la Noche: Anthony Smith, Miguel Baeza, Su Mudaerji y Nathan Maness